# Rörösjön
Rörösjön är en sjö i Bergs kommun i Jämtland och ingår i Indalsälvens huvudavrinningsområde. Sjön är 9,8 meter djup, har en yta på 1,62 kvadratkilometer och befinner sig 331 meter över havet. Sjön avvattnas av vattendraget Svenstaån.
Rörösjön ligger  5 kilometer söder om Storsjöns sydspets. Byn Rörön ligger nordost om sjön. Rörösjön var namnet på postkontoret och järnvägsstationen vid Inlandsbanan.

## Delavrinningsområde
Rörösjön ingår i delavrinningsområde (695797-142870) som SMHI kallar för Utloppet av Rörösjön. Medelhöjden är 395 meter över havet och ytan är 14,63 kvadratkilometer. Räknas de 8 avrinningsområdena uppströms in blir den ackumulerade arean 94,54 kvadratkilometer. Svenstaån som avvattnar avrinningsområdet har biflödesordning 2, vilket innebär att vattnet flödar genom totalt 2 vattendrag innan det når havet efter 296 kilometer. Avrinningsområdet består mestadels av skog (62 procent). Avrinningsområdet har 1,61 kvadratkilometer vattenytor vilket ger det en sjöprocent på 11 procent.